# Fantaisie sur des airs populaires hongrois
Pour les articles homonymes, voir Fantaisie hongroise.
 (février 2024).
Si vous disposez d'ouvrages ou d'articles de référence ou si vous connaissez des sites web de qualité traitant du thème abordé ici, merci de compléter l'article en donnant les références utiles à sa vérifiabilité et en les liant à la section « Notes et références ».
La Fantaisie sur des airs populaires hongrois (allemand : Fantasie über ungarische Volksmelodien ) ou Fantaisie hongroise, S.123 est une œuvre pour piano et orchestre de Franz Liszt.
Elle fut jouée pour la première fois à Budapest en 1853. Elle est basée sur le thème d'un chant populaire à la gloire des combats contre les Turcs à Mohacs. C'est aussi un morceau pour les virtuoses dont Liszt était le précurseur.

## Analyse
Nous y retrouvons une composition à base de trois œuvres que le pianiste exécutera avec un sens averti de l'improvisation, toujours dans le sens de pousser la liberté : une entrée en matière sombre et suspecte tout comme dans la Danse macabre, suivie d'une copie de la 14e des Rhapsodies hongroises avec une touche zingarese pour enclencher la fin. Cette dernière n'abandonne pas le public à l'assoupissement car le prestissimo laisse toute la liberté au virtuose de s'exprimer avec brio.